# 고르돈 실덴펠트
고르돈 실덴펠트 (Gordon Schildenfeld, 1985년 3월 18일, 크로아티아 SR 시베니크 ~)는 크로아티아의 전 축구 수비수이다.

## 클럽 경력

### 시베니크
실덴펠트는 그의 고향 클럽인 시베니크에서 축구를 시작하였다. 당시 클럽 감독인 스탄코 므르시치는 실덴펠트가 16세가 되자 카멘 인그라드전에서 처음으로 1군 기회를 부여하였다. 2005-06 시즌, 실덴펠트는 시베니크가 1부 리그로 승격할 수 있도록 도왔다.

### 디나모 자그레브
크로아티아 1부 리그에서의 첫 시즌에 크로아티아의 거함인 하이두크 스플리트와 디나모 자그레브가 실덴펠트와 그의 시베니크 팀 동료인 안테 루카비나의 영입에 관심을 가졌다. 처음에 실덴펠트와 루카비나는 같이 하이두크로 이적하는 것으로 보였으나, 디나모가 두 선수 영입의 경쟁에 뛰어들었다. 결국 2007년 1월 2일, 실덴펠트는 디나모로, 루카비나는 대 라이벌 구단인 하이두크로 이적하였다. 1부 리그 경험이 5달에 불과했으나, 실덴펠트는 빠른 시일 내에 디나모의 주전이 되었고, 크로아티아 리그와 컵 우승을 거두도록 도왔고, 슬라벤 벨루포와의 컵 결승전 2차전에서 천금같은 원정 득점을 성공시켰다.
2007-08 시즌 전반, 실덴펠트는 디나모의 UEFA 챔피언스리그와 UEFA컵 경기에서 주전으로 활약한 선수들 중 한명이었고, 5번의 챔피언스리그 예선전 경기와 UEFA컵 4경기에 출전하였으나, 팀은 후자의 대회에서 조별 리그 탈락의 고배를 마셨다. 실덴펠트는 디나모가 노르웨이 브란과의 UEFA컵 원정 2차전의 전반 막판에 페널티킥을 헌납하고 반칙으로 퇴장당해 1-2로 패할 당시 불운의 존재가 되었다. 그는 레드카드로 인해 함부르크와 렌과의 잔여 2번의 조별 리그 경기에 결장하였다.

### 베식타시
비록 그는 디나모 자그레브에 잔류하기로 했으나, 실덴펠트는 터키 대형 클럽인 베식타시와 2008년 2월 1일에 예상치 못한 상황에서 이적을 성사시켰다. 베식타시는 본래 실덴펠트의 팀 동료인 디노 드르피치를 영입하려 하였으나, 약 2년 전에 드르피치가 디나모 자그레브와 하이두크 스플리트 간의 크로아티아 리그 경기 후 보인 행위로 인해 결렬되었다.
2008년 2월 9일, 실덴펠트는 2-0으로 이긴 카이세리스포르와의 원정 경기에서 쉬페르리그 데뷔전을 치르었다. 1주 후, 그는 3-2로 이긴 앙카라스포르와의 홈경기에서 처음으로 풀타임을 출전하였다.

### 뒤스부르크
2008년 9월, 실덴펠트는 2. 분데스리가에 속한 뒤스부르크로 시즌 말까지 임대되었다. 2008년 11월 16일, 그는 3-4로 패한 그로이터 퓌르트와의 경기에서 올자이 샤한과 83분에 교체 투입되며 새 클럽에서의 리그 데뷔전을 가졌다. 그는 이 팀 소속으로 4번의 리그 경기 출장에 그쳤는데, 모두 교체로 출전하였다.

### 슈투름 그라츠

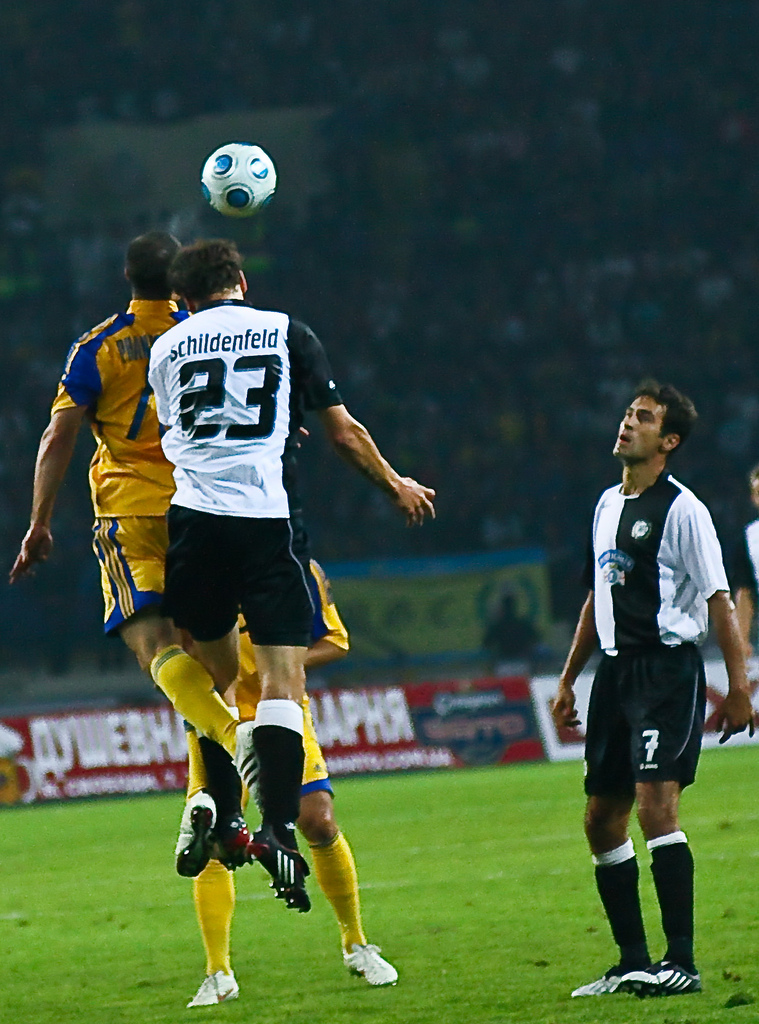
바크탕 판츠카바와 공을 경합하는 고르돈 실덴펠트

2009년 7월, 실덴펠트는 오스트리아 분데스리가에 속한 SK 슈투름 그라츠에 베식타슈에서의 1년 임대로 합류하였다. 2009년 7월 26일, 3-0으로 이긴 마그나 비너 노이슈타트와의 홈경기에서 페어디난트 펠트호퍼와 89분에 교체 투입되며 리그 데뷔전을 가쳤다. 그는 나중에 클럽에서의 주전 자리를 확보하는데 성공하였고, 이 시즌에 34번의 리그 경기에 출전하였다. 이 시즌에 그가 기록한 단 1골은 2010년 3월 27일, 3-0으로 이긴 카펜베어거와의 원정 경기의 선제골이었다.
슈투름 그라츠에서의 첫 시즌에, 그는 UEFA 유로파리그 10경기를 출장하였고, OFB-컵 6경기에서 주전으로 출장하며 우승에 힘을 보탰다. 2009년 8월 15일, 그는 장크트 요한과의 OFB-컵 1라운드 경기에서 멀티골을 삽입하였고, 슈투름이 연장전 끝에 4-2로 이길 수 있도록 도왔다. 그는 2010년 5월 16일, 치른 마그나 비너 노이슈타트와의 컵 결승전에도 90분을 모두 소화하였고, 슈투름은 이 경기에서 1-0으로 이겼다. 2010년 6월 8일, 그는 슈투름 그라츠와 3년 계약을 체결하였다.

### 아인트라흐트 프랑크푸르트
2011년 7월 7일, 그는 독일 2. 분데스리가 클럽 아인트라흐트 프랑크푸르트로 이적하였다. 그는 프랑크푸르트 첫 시즌에 총 34경기 중 33경기를 출전하였고, 클럽은 독일 1부 리그 승격을 달성하였다. 그는 2011-12 시즌에 1골을 기록하였다.

### 디나모 모스크바
2012년 7월 11일, 그는 러시아 프리미어리그의 디나모 모스크바와 3년 계약을 체결하고 비공개 이적료로 둥지를 옮겼다.

### PAOK
디나모에서 주전 확보를 하는데 고전을 하던 실덴펠트는 그리스의 PAOK으로 임대 이적하였다.

### 파나티나이코스
2013년 8월 2일, 실덴펠트는 또다시 그리스 클럽으로 임대되었는데, 이번에 그는 파나티나이코스로 갔다.

## 국가대표팀 경력
2006년 3월 1일, 실덴펠트는 크로아티아 U-21 국가대표팀 일원으로 덴마크와의 친선전에서 교체로 첫 국제경기를 치르었다.
2009년 11월 14일, 실덴펠트는 빈코브치의 리히텐슈타인과의 친선전에서 57분에 다리요 스르나와 교체되어 크로아티아 성인 국가대표팀 소속으로 첫 성인 국제경기를 치르었다.
2010년, 그는 국가대표팀 경기에 6번 출전하였는데, 이 중 4번은 친선경기였다. 그의 주요대회 데뷔전은 2010년 10월 9일, 이스라엘과의 UEFA 유로 2012 예선전이었는데, 그는 90분 풀타임을 소화하였다. 2011년 11월, 그는 터키와의 플레이오프 두 경기를 모두 풀타임으로 출전하였고, 크로아티아가 합계 3-0으로 이긴 후 본선에 진출할 수 있도록 도왔다.
그는 크로아티아가 참가한 UEFA 유로 2012의 3경기에 모두 출전하였다.

## 수상
디나모 자그레브
- 크로아티아 1부 리그 (1): 2007–08
- 흐르바츠키 노고메트니 쿠프 (1): 2007–08

슈투름 그라츠
- 오스트리아 분데스리가 (1): 2010–11
- OFB-컵 (1): 2009–10

파나티나이코스
- 쿠펠로 엘라도스 (1): 2013-14

## 사생활
실덴펠트 가의 부계는 본래 슬로베니아쪽 출신이고, 오스트리아계이다.